# İhsan Doğramacı

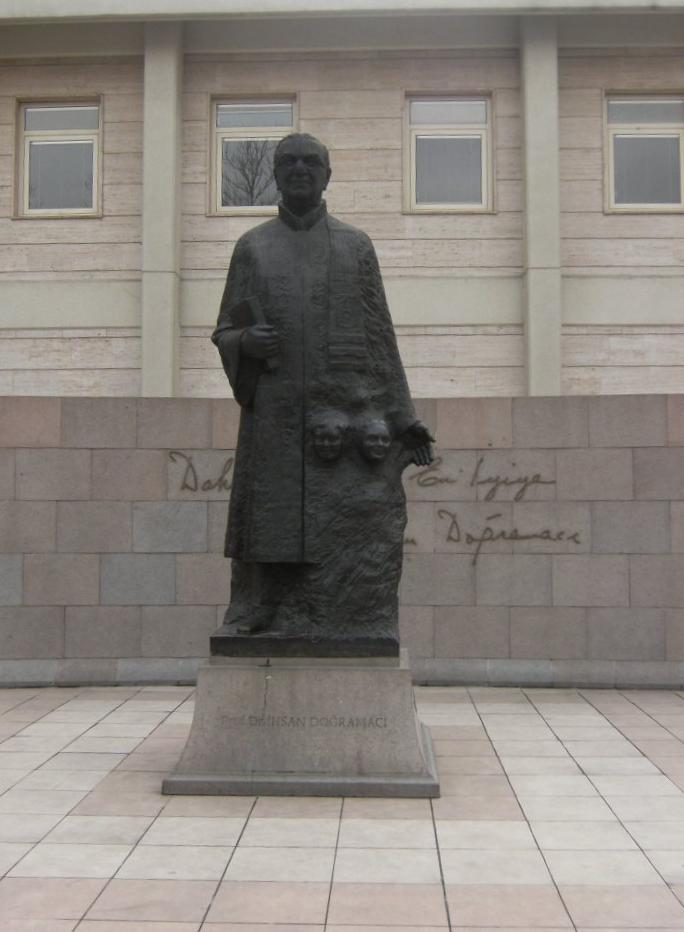
Statue von İhsan Doğramacı vor dem Kinderkrankenhaus der Hacettepe-Universität.

İhsan Doğramacı (* 3. April 1915 in Erbil, Osmanisches Reich (heute Autonome Region Kurdistan, Irak); † 25. Februar 2010 in Ankara, Türkei) war ein turkmenischstämmiger türkischer Professor und Doktor der Medizin.

## Leben
Doğramacı besuchte in Erbil die Schule und wechselte danach nach Beirut, wo er 1932 das International College, das an die Amerikanische Universität Beirut angegliedert ist, abschloss. Danach war er für drei Jahre an der medizinischen Fakultät der Universität Bagdad. Danach ging er in die Türkei, wo er in Istanbul 1938 seinen Abschluss als Mediziner machte. Hier wurde er Assistent des deutsch-jüdischen Pädiaters Albert Eckstein.
Es folgten Jahre in den USA, wo er in Washington, D.C. und in Boston arbeitete. 1942 heiratete er Ayser Hanım, die Tochter eines irakischen Politikers ist. 1949 wurde Doğramacı Dozent an der Universität Ankara und 1954 stieg er zum Professor auf. 1958 gründete er das Hacettepe-Universitätskinderkrankenhaus. Zwischen 1963 und 1965 war er der Direktor der Universität Ankara. Von 1967 bis 1975 war er der Direktor der Hacettepe-Universität. 1964 bis 1973 war er Vorstandsmitglied der Europäischen Universitäten Konferenz (CRE). Ab 1981 war er zeitweise Vorstandsmitglied, Präsident und Ehrenpräsident der Internationalen Konferenz für höhere Bildung (I.C.H.E.). Von 1981 bis 1992 war er der Präsident des türkischen Hochschulrats (YÖK). 1984 gründete er die private Bilkent-Universität, deren derzeitiger Rektor sein Sohn Ali Doğramacı ist.
Doğramacı war Ehrenmitglied des Club of Rome und Träger der Ehrenauszeichnung des türkischen Parlaments. Des Weiteren erhielt er den Europäischen Pro-Humanitate-Preis. Er war der Ehrenpräsident der International Association of Pediatrie.
Ab 1958 stand er bis zu seinem Tod dem nationalen türkischen UNICEF-Komitee vor. Des Weiteren war er für die Weltgesundheitsorganisation tätig und half beim Aufbau von medizinischen Fakultäten in verschiedenen Ländern.
Er war einer der  Senior Fellows des Königlichen Aal al-Bayt Instituts für Islamisches Denken (Royal Aal al-Bayt Institute for Islamic Thought), Jordanien.
Doğramacı befand sich seit Oktober 2009 im Krankenhaus und verstarb am 25. Februar 2010 an einem Multiorganversagen. Er wurde am 28. Februar bei der Doğramacızade Ali Paşa Camisi, die er zu Ehren seines Vaters hat erbauen lassen, in Bilkent/Ankara beigesetzt.

## Akademische Mitgliedschaften
- Deutsche Akademie der Naturforscher Leopoldina seit 1976[6]
- Nationale Academie der Medizinischen Wissenschaften, Indien
- Académie Nationale de Médecine, Frankreich[6]
- Amerika Academy of Pediatrics, USA[6]
- Elmler Akademiyası, Azerbaidschan[6]
- Royal College of Physicians, England
- Royal College of Pediatrics, England, Gründungsmitglied
- Child Health, England, Gründungsmitglied
- Ehrenmitglied der nationalen Pädiatriegesellschaften von Argentinien, Australien, Österreich, England, Bulgarien, Dominikanische Republik, Ecuador, Finnland, Frankreich, Deutschland, Jordanien, Kasachstan, Kirgisistan, Mexiko, Tunesien, Polen, Spanien, Schweden, Marokko, Turkmenistan, Türkei, USA, Usbekistan.[6]

## Auszeichnungen

### Ehrendoktorwürden
- Vereinigtes Königreich: Ehrendoktorwürde der University of Glasgow[6]
- Vereinigte Staaten: Ehrendoktorwürde der University of Nebraska[6]
- Irak: Ehrendoktorwürde der Universität Bagdad[6]
- Ecuador: Ehrendoktorwürde der University of Guayaquil[6]
- Ägypten: Ehrendoktorwürde der Ain Shams University[6]
- Finnland: Ehrendoktorwürde der Universität Helsinki[6]
- Japan: Ehrendoktorwürde der Sōka-Universität[6]
- Aserbaidschan: Ehrendoktorwürde der Azerbaijan Medical University[6]
- Türkei: Ehrendoktorwürde der Anadolu Üniversitesi[6]
- Türkei: Ehrendoktorwürde der Boğaziçi Üniversitesi[6]
- Türkei: Ehrendoktorwürde der İstanbul Üniversitesi[6]
- Türkei: Ehrendoktorwürde der Marmara Üniversitesi[6]

### Orden
- Finnland: Komtur mit Stern des Ordens des Löwen von Finnland[6]
- Polen: Großkomtur des Verdienstordens der Republik Polen[6]
- Frankreich: Officier de la Légion d’Honneur[6]
- Aserbaidschan: Order of Heydar Aliyev
- Aserbaidschan: Order of Independence erster Klasse
- Iran: Order of Homayoun erster Klasse
- Dominikanische Republik: Gran Cruz Placa de Plata de la Orden Heráldica de Cristóbal Colón[6]
- Dominikanische Republik: Gran Official, Orden del Mérito de Duarte, Sánchez y Mella[6]
- Estland: Orden des Marienland-Kreuzes, 2000
- Rumänien: State Medal of Merit (Romania), 1997
- Türkei: T.C. Devlet Üstün Hizmet Madalyası[6]

### Preise
- Türkei: National Award for Distinguished Service (Scientific and Technical Research), 1978[6]
- WHO: Léon Bernard Foundation Prize[6]
- Vereinigte Staaten: Christopherson Award (American Academy of Pediatrics), 1986[6]
- UNICEF: Maurice Pate Award, 1995[6]
- WHO: Health-For-All Gold Medal, 1997
- Türkei: Health and Education Award for Merit, 1999
- Türkei: Ministry of Foreign Affairs Distinguished Service Award, 2000
- Europarat: "Peace, Justice and Tolerance” Prize, 1998 mit Simon Wiesenthal